# Gennaro D’Alessandro

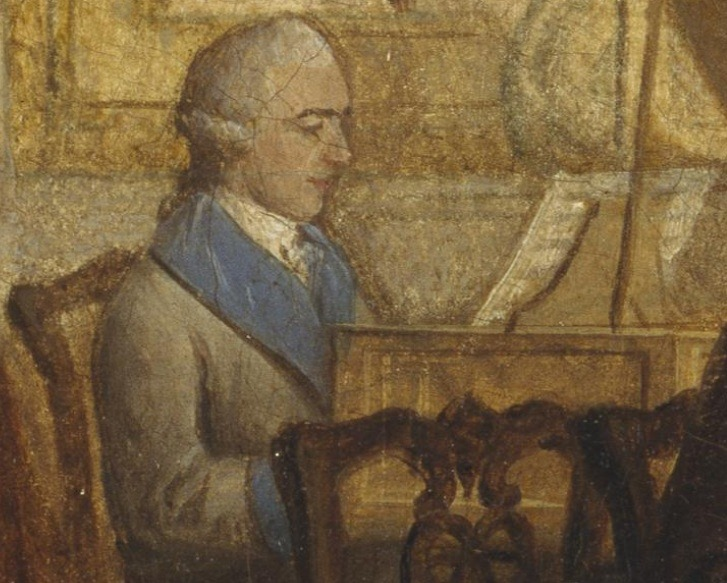
Pietro Fabris, Konzert im Haus von Kenneth Mackenzie, Lord Fortrose, Neapel, 1770, Porträt von Gennaro D'Alessandro spielend Cembalo (Identifizierung von Giovanni Tribuzio im Jahr 2016 vorgeschlagen), Öl auf Leinwand, 1770–1771, Edinburgh, Scottish National Portrait Gallery.

Gennaro D’Alessandro (* 1717? in Neapel; † nach dem 28. Juli 1778 ebenda) war ein italienischer Komponist und Cembalist.
Er war Schüler von Leonardo Leo in Neapel. Vom 21. August 1739 bis zum 13. Mai 1740 war er Kapellmeister am Ospedale della Pietà in Venedig, dann Cembalolehrer von Germain-Anne Loppin de Montmort in Dijon (vom 1. Oktober 1740 bis 1749) und von Madame de La Pouplinière in Paris (1743). Zurück in Neapel war er auch Gesangslehrer bei Madeleine-Zoé-Anne-Marguerite Seimandy (1778) und nahm zusammen mit Emanuele Barbella (1768) an einigen Musikakademien in Sir William Hamiltons Villa Angelica teil. Er traf prominente Persönlichkeiten wie Antonio Vivaldi, Carlo Goldoni, Jean-Joseph Cassanéa de Mondonville, Charles de Brosses und Giacomo Francesco Milano Franco d’Aragona.